# غورحسنعلي (حسينية انديمشك)
غورحسنعلي (بالفارسية: گورحسنعلی) هي قرية تقع في إيران في قسم حسینیة الريفي. يقدر عدد سكانها بـ 47 نسمة بحسب إحصاء 2016.